# Schnepfenstrich

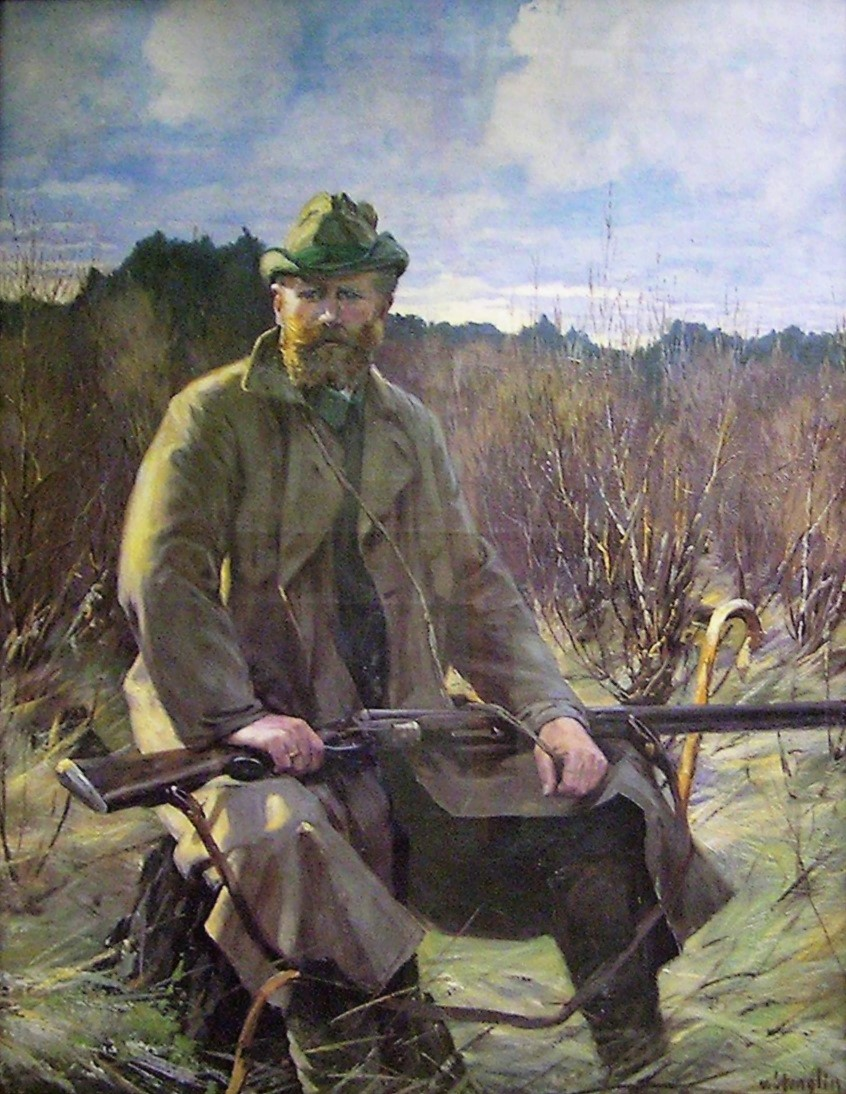
Ferdinand von Raesfeld auf dem Schnepfenstrich von Ernst-Hugo von Stenglin

Der Schnepfenstrich ist in der Jägersprache der Balzflug der Waldschnepfe im März/April. Die Hähne verfolgen mit Lautäußerungen die Weibchen. Im Brutrevier werden die in der Abenddämmerung meist in bestimmten Bahnen laut rufend umherstreichenden Hähne durch leise Pieptöne des am Boden sitzenden Weibchens angelockt.
Der Schnepfenstrich war eine Möglichkeit, die Jagd auf Schnepfen auszuüben. Dabei wartete der Jäger im „Anstand“, das heißt stehend oder sitzend in guter Deckung, auf die anfliegenden Vögel. Die Jäger bemühten sich, ausschließlich die für die Aufzucht der Jungen nicht nötigen Männchen zu erlegen. Bei mehreren anstreichenden (= heranfliegenden) Schnepfen wurde deshalb nie die voranfliegende Schnepfe geschossen, da sie immer das Weibchen ist. Ein weiteres Erkennungszeichen der Männchen ist der Balzruf, der weibliche Vogel fliegt stumm. Daher war die Auslese der Männchen zur Balzzeit sicherer als es nach der Änderung der Jagdzeiten heute der Fall ist.
Die Waldschnepfe wurde im Jahr 2002 auf die Vorwarnliste der Roten Liste aufgrund der negativen Bestandsentwicklung genommen, so dass viele Jäger auf den Abschuss dieser bedrohten Tierart verzichten.
Seit mehr als 170 Jahren mit dem Schnepfenstrich verbunden ist ein volkstümliches Gedicht, in dem die Fastensonntage mit der Häufigkeit des Auftretens der Balzflüge verbunden sind:

„Invocavit – nimm den Hund mit,

Reminiscere – putzt die Gewehre,

Oculi – da kommen sie,

Laetare – das ist das Wahre,

Judica – sie sind auch noch da,

Palmarum – Lirum, Larum,

Osterzeit – wenige Beut,

Quasimodogeniti – Hahn in Ruh, nun brüten sie.“

„Schnepfenstrich“ (1960), Bronzeplastik der Tierbildhauerin Vera Lwowski

Wegen der astronomisch bedingten Variationsbreite der mit dem Osterfest verbundenen Tage war das Auftreten aber nicht immer dem Gedicht entsprechend.
Heute ist in den meisten Bundesländern in Deutschland nur noch das Buschieren oder Stöbern mit dem Hund im Herbst möglich. Dabei können männliche und weibliche Vögel nicht unterschieden werden. In Deutschland ist die Waldschnepfe die einzige jagdbare Schnepfe, alle anderen Schnepfen sind geschützt. Trophäe sind die paarigen Handschwingen vor der ersten Schwungfeder, „Malerfeder“ genannt. Neben dem ganzen Tier, das ähnlich wie anderes Geflügel dieser Größe zubereitet wird, haben die Innereien (ohne den Magen) als Schnepfendreck Eingang in die Küche gefunden.